# Стинка (Нямц)
Стинка (рум. Stânca) — село у повіті Нямц в Румунії. Входить до складу комуни Піпіріг.
Село розташоване на відстані 310 км на північ від Бухареста, 38 км на північний захід від П'ятра-Нямца, 110 км на захід від Ясс.

## Населення
За даними перепису населення 2002 року у селі проживала 1491 особа, з них 1490 осіб (99,9%) румунів. Усі жителі села рідною мовою назвали румунську.